# Браузър
Браузърът (още уеб браузър, на английски: (web) browser) е приложен софтуер, предназначен за разглеждане на информационни ресурси в Уеб. Всеки информационен ресурс притежава стандартизиран адрес Унифициран локатор на ресурси (URI/URL) и може да бъде уеб сайт, изображение, видеоклип или друго съдържание. Процесът на придвижване от един ресурс към друг, обикновено следвайки хипервръзки, се нарича уеб навигация.
Сред популярните браузъри са Google Chrome, Mozilla Firefox, Microsoft Edge, Opera и Safari.
С развитието на световната мрежа браузърите вероятно са най-използваният тип софтуерно приложение, като често борбата за популярност между тях се нарича „война на браузърите“. Към 2005 г. най-популярен, ползван и известен е Internet Explorer, тъй като той се предоставя в комплект с Windows – най-използваната фамилия операционни системи за персонални компютри. С годините нараства популярността и на други браузъри, особено на Mozilla Firefox и Google Chrome, поради множеството подобрения, нововъведения и рационализации, включително в бързината, удобството и особено сигурността и неприкосновеността на потребителите в сравнение с Internet Explorer.
Повечето браузъри поддържат много видове документи и комуникационни протоколи, но тъй като се ползват предимнно за достъп до страници в уеб пространството, има тенденция да се наричат уеб браузъри.
Мобилен браузър или микробраузър, минибраузър е браузър, който е проектиран да се използва на мобилни устройства.

## История
Първият браузър и редактор е разработен от Тим Бърнърс-Лий заедно с белгиеца Робер Кайо към края на 1990 г. по време на изпълнението на проекта за информационна система, съчетаваща хипертекстови документи с достъп до разпределени компютърни мрежи. Първоначално браузърът се нарича WorldWideWeb, но по-късно е преименуван на Nexus, за да не се обърква с World Wide Web (Уеб), както става известна информационната система. Нейните основните компоненти включват още: мрежов протокол HTTP, маркиращ език HTML, уеб страници и уеб сървър.

## Протоколи и стандарти
Браузърът се свързва с уеб сървър основно използвайки HTTP протокол за разглеждане на уеб страници.
URL (uniform resource locator – универсален указател на ресурсите) е адресът на някоя страница започваща обикновено с http: за HTTP достъп (има също и криптирана връзка започваща с https). Различните браузъри поддържат и други URL протоколи, например ftp: за FTP (file transfer protocol), rtsp: за RTSP (real-time streaming protocol).
Програмният език за уебстраница е HTML (hyper-text markup language), който се съчетава с HTTP протокол, ползващ MIME стандарт. Най-общо браузърите поддържат изобразяването на изображения и текст. Основните файлови формати за картинки са JPEG, PNG и GIF. Поддръжката на други файлови формати може да се добави чрез плъгини (добавки) в браузърите. Възможно е уеб страницата да съдържа анимация, видео, звук и поточна информация.
Ранните браузъри поддържат само много проста версия на HTML. Съвременните браузъри де факто представляват съчетание на HTML и XHTML. Проблемът на съвременните браузъри е, че не спазват стандарта, разработен от работната група W3C и затова често се случва една и съща уебстраница да се показва по различен начин на различните браузъри. Много сайтове са проектирани чрез WYSIWYG HTML редактори, които правят уебстраниците, така че често не спазват стандарта HTML по подразбиране и това затруднява работата на работната група W3C в разработването на стандарти, спецификации с XHTML и CSS (cascading style sheets, използвани за теми на страницата).
Някои браузъри включват допълнителни компоненти за поддръжка на Usenet новини, IRC (Internet relay chat) и електронна поща. Протоколите могат да поддържат включително NNTP (network news transfer protocol), SMTP (simple mail transfer protocol), IMAP (Internet message access protocol) и POP (post office protocol пощенски офис протокол).

## Стандарти
- HTTP и HTTPS
- HTML, XML и XHTML
- Графични файлови формати включващи GIF, PNG, JPEG и SVG
- CSS
- JavaScript (Dynamic HTML) и XMLHttpRequest
- Cookie
- Публичен ключ
- RSS